# Vladimír Houdek
Vladimír Houdek (21. října 1869 Praha – 29. srpna 1908 Praha) byl český básník vyjadřující pocit úpadku doby.

## Život
Narodil se jako jediný syn pražského zámečnického mistra Karla Houdka (1837-1903) a jeho manželky Anny rozené Julišové (1832-1900). Po smrti manželky se Karel Houdek v roce 1901 znovu oženil.
Maturoval na gymnáziu v Žitné ulici v roce 1891. V letech 1892-1894 byl posluchačem filozofické fakulty, studia nedokončil. Jako záložní důstojník se nechal aktivovat a do roku 1899 sloužil v armádě, odkud odešel jako nadporučík domobrany. Stal se poštovním asistentem v Lovosicích a od roku 1901 v Kolíně.
Krátce poté duševně onemocněl; v roce 1902 odešel do pražského ústavu choromyslných, kde dožil. (Do výslužby odešel oficiálně v květnu 1903.) Byl ženat s Marií, rozenou Portěšovou (1877-1967).
Zemřel v ústavu choromyslných na progresivní paralýzu. Byl pochován na Olšanských hřbitovech (část 005,
oddělení 22, hrob 20).

## Dílo
Ve svém díle, ovlivněném J. S. Macharem, se stylizoval do role prokletého vzdorujícího básníka, místo tradiční poetizace erotiky ji představoval jako živočišnou smyslnost.

### Knižní vydání
- Vykvetly blíny (básně, Praha, J. Pelcl, 1899)
- V pavučinách nervů (básně, Praha/Mělník, Grosman a Svoboda, 1901)
- Vy srdce v ohni mroucí (výbor z díla, Praha, Dybbuk, 2010)[9]

### Příspěvky v časopisech
Přispíval do časopisů Lumír, Moderní revue, Rozhledy, Vesna a Zlatá Praha.